# Cerimònia de clausura dels Jocs Olímpics d'estiu de 1992
La cerimònia de clausura dels Jocs Olímpics d'estiu de 1992 es van celebrar el dia 9 d'agost de 1992. Aquest acte es va iniciar a les vuit del vespre amb una fanfara i una cursa atlètica de caràcter humorístic representada pel grup teatral Tricicle en el marc de l'espectacle una cursa insòlita.

## Programa
El programa de la cerimònia de clausura dels Jocs Olímpics de Barcelona 1992 va incloure els següents elements:

### Primera part - Obertura

#### Una cursa insòlita
Aquest espectacle, ideat pel grup de teatre Tricicle, presentava de manera humorística, les peripècies d'un grup de corredors d'una marató a la pista de l'Estadi Olímpic en la qual s'anaven succeint gags representats pels tres coponents teatrals acompanyats de 30 corredors i amb música de fanfarra de Josep Maria Bardagí.

#### El ball dels cavalls
Espectacle coreogràfic presentat per cavalls andalusos de la Real Escuela del Art Ecuestre procedents de Jerez de la Frontera amb música de Joaquín Rodrigo.

### Segona part - Els Jocs s'acaben

#### Salutació als esportistes
La segona part de l'espectacle es va iniciar amb la salutació d'una representació de 15000 esportistes participants en els Jocs de Barcelona, acompanyada de la desfilada de banderes dels països participants col·locades al voltant de l'escenari. La música que acompanyava l'acte va ser creada i dirigida per Carles Santos.

#### S'hissen les banderes, sonen els himnes
Es van hissar les banderes de Grècia, d'Espanya i els Estats Units per representar l'origen dels Jocs Olímpics, el país que acollia els Jocs que s'estaven clausurant i la futura seu dels següents Jocs Olímpics, que en aquell cas es van celebrar a Atlanta.

#### Parlaments de clausura
Des de l'escenari, i precedits per la fanfarra olímpica, es van iniciar els parlaments del president del Comitè Organitzador Olímpic Barcelona'92, l'alcalde de la ciutat, Pasqual Maragall, i el president del Comitè Olímpic Internacional Joan Antoni Samaranch. El primer acomiadava els Jocs en nom de la ciutat i va manifestar l'agraïment a totes les persones implicades. Per la seva banda, el president del COI va ser l'encarregat de donar per clausurats els Jocs Olímpics de Barcelona, convocant tothom a participar en la següent convocatòria.

#### L'hora del relleu
Un cop clausurats els Jocs de Barcelona va ser moment de presentar la següent seu dels Jocs Olímpics d'estiu, Atlanta, que acolliria els Jocs de 1996. Va sonar la fanfara olímpica de Carles Santos, amb un total de 80 músics vestits amb un conjunt inspirat en Salvador Dalí. Es va lliurar la bandera olímpica a la comitiva de la futura seu.

### Atlanta'96
Una representació de la futura seu dels Jocs d'estiu 1996 va presentar un breu espectacle coreogràfic amb inspiració fílmica represnetat mitjançant música i ball nord-americanes. També es va presentar la seva mascota olímpica, Izzy.
Adéu a la bandera 
Emoció de l'adéu

### Tercera part - La festa
"El amor brujo"
El foc de la festa
Gitana hechicera
Amics per sempre
El vaixell lluminós
Música a les estrelles
Visca la festa